# Edgardo Cedeño
Edgardo Cedeño Muñoz SVD (ur. 18 stycznia 1960 w Panamie) – panamski duchowny katolicki, werbista, biskup diecezjalny Penonomé od 2015.

## Życiorys
Święcenia kapłańskie otrzymał 28 października 1989 w Zgromadzeniu Słowa Bożego. Po święceniach pracował w urugwajskim Montevideo. W 1995 został radnym kolumbijsko-panamskiej prowincji zakonnej, jednocześnie pełniąc funkcję wychowawcy postulantów. W latach 1998–2001 kierował tą prowincją, a w kolejnych latach był m.in. wychowawcą placówek dla przyszłych zakonników, ekonoma prowincji oraz ekonoma regionu środkowoamerykańskiego.
15 października 2015 papież Franciszek mianował go biskupem diecezjalnym Penonomé. 5 grudnia tego samego roku z rąk biskupa Andrésa Cosy przyjął sakrę biskupią.